# Carnegie Steel Company

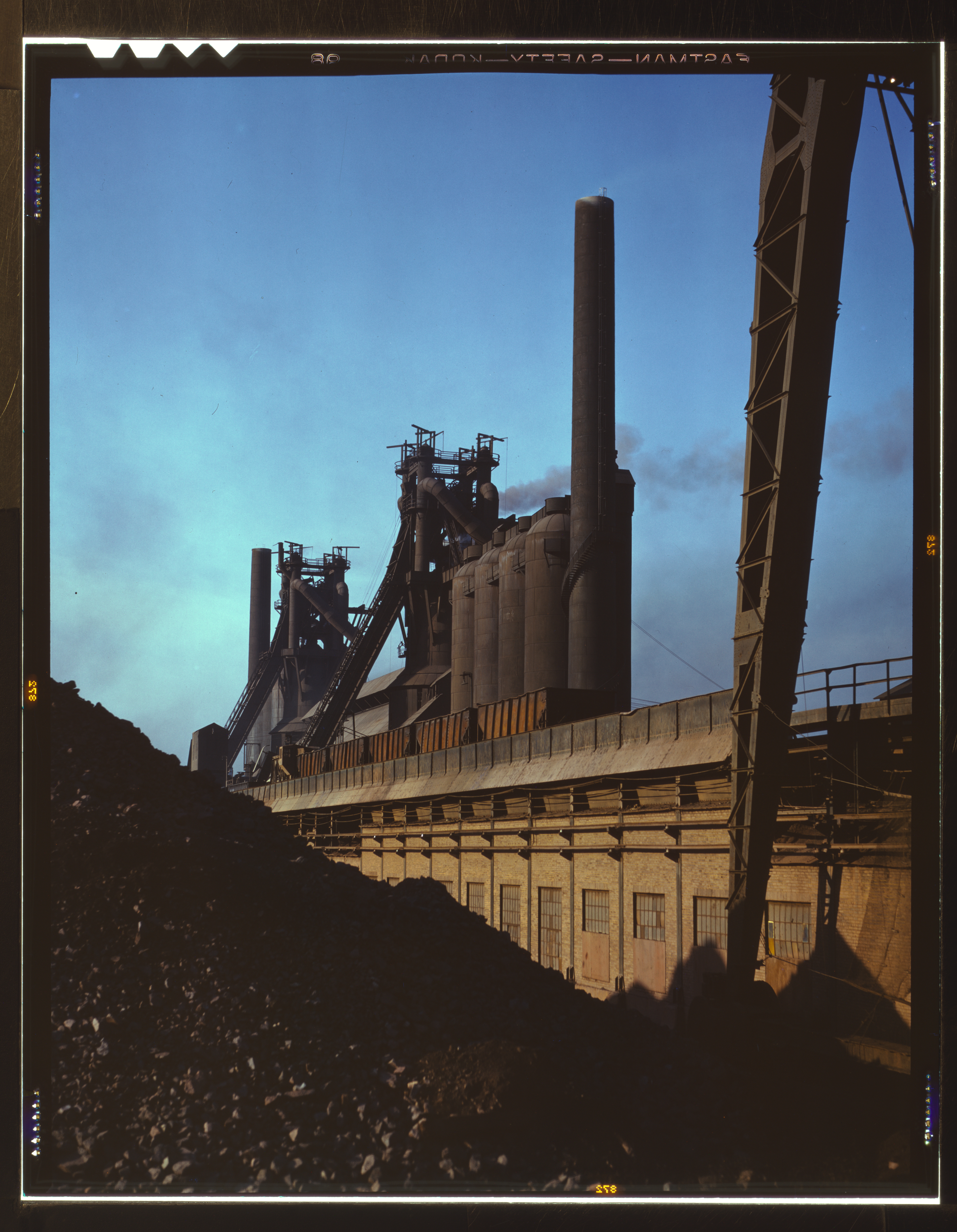
Fundición Carnegie-Illinois Steel en Etna, Pensilvania (1941).

La Carnegie Steel Company fue una compañía productora de acero creada por Andrew Carnegie para gestionar los negocios de sus minas de hierro en el área de Pittsburgh, Pensilvania a finales del siglo XIX.

## Creación
Carnegie construyó su primera fábrica de acero a mediados de la década de 1870: la rentable Edar Thompson Steel Works en Braddock, Pensilvania. Los beneficios obtenidos por Edgar Thomson Steel Works eran lo suficientemente grandes para permitir el señor Carnegie y un número de sus asociados, permitirles la compra de otras acerías cercanas. En 1892, Carnegie Steel Company se formó. Sus oficinas centrales se encontraban en el edificio de Carnegie , un rascacielos temprano en el centro de Pittsburgh. Construido para mostrar el uso de acero en su construcción, el edificio tenía quince pisos de altura, y se deja sin cubrir durante un año completo. El edificio de Carnegie fue demolido en 1952.

## Acerías
Carnegie hizo importantes innovaciones tecnológicas en la década de 1880, especialmente la instalación del sistema de horno de solera abierta en Homestead en 1886. Ahora se hizo posible hacer acero adecuado para las vigas estructurales y de planchas de blindaje para los barcos de la Marina de los Estados Unidos, que pagó los más altos precios del producto por ser de primera calidad. Además la planta se trasladó cada vez más hacia el sistema de producción continua. Carnegie instaló sistemas enormemente mejoradas del manejo de los materiales, como puentes grúa, grúas, máquinas de carga y buggies. Todo esto aceleró en gran medida el proceso de fabricación de acero, y permitió la producción de cantidades mucho más vastas del producto. A medida que las fábricas crecían rápidamente, ampliaron la fuerza de trabajo, especialmente a los trabajadores menos calificados. Los miembros de los sindicatos más calificados reaccionaron con éxito en la huelga de Homestead en 1892.

## Fusión
Carnegie Steel Company se fusionó a la United States Steel Corporation (U.S. Steel) en 1901 por un acuerdo de un 62% / 38% para los respectivos dueños. U.S. Steel era un conglomerado con empresas subsidiarias. El nombre de la empresa filial se cambió a Carnegie Illinois Steel Company, en 1936.
- Datos: Q2442802
- Multimedia: Carnegie Steel Company / Q2442802